# Messier 22
Messier 22 (M22 ili NGC 6656) je kuglasti skup smješten je u zviježđu Strijelca, blizu galaktičkog ispupčenja. Otkrio ga je Abraham Ihle 1665. godine. Charles Messier u svoj katalog ga je uvrstio 5. lipnja 1764. godine.

## Svojstva
M22 je zadivljujući objekt. Nalazi se na maloj udaljenosti, tek 10.400 svj. g. Prividni promjer skupa je 32', neznatno veći od promjera Mjeseca. Njegov stvarni promjer je 97 svj. godina. Najsvjetlije je od svih kuglastih skupova vidljivih u Europi, iako doduše je duboko na južnom nebu. 
Harlow Shapley i Francis Gladheim Pease detaljno su proučavali Messier 22. Prebrojili su 70.000 zvijezda u njemu ali broj promjenjivih zvijezda je malen, pronađemo ih je tek 32. Jedna od promjenjivih zvijezda pripada u dugo periodične promjenjive zvijezde tipa Mira. 
Messier 22 jedan je od četiri kuglasta skupa koji u sebi sadrže planetnu maglicu. Otkrio ju je satelit IRAS kao zvijezdoliku točkicu 1986. godine. Njena stvarna narav otkrivena je tek 1989. Starost planetarne maglice procijenjena je na 6.000 godina.
2001. promatralo se izboj svjetla, koje je objašnjeno posljedicom patuljaste nove ili učinkom mikroleća uskog prelaska zvijezda.
Rujna 2012. međunarodni je istraživački tim uz pomoć Very Large Array američkog radioastronomskog opservatorija NRAO-a otkrio da M22 sadrži više od jedne crne rupe, što je do tad temeljem nebeske mehanike vrijedilo kao isključena mogućnost. Oba objekta imaju od 10 do 20 Sunčevih masa.
Zbog velikog raspna niza grananja crvenog diva (red giant branch, RGB), sličan onom uočenom kod Omege Centauri, postao je objektom intenzivno temeljitog prebiranja počevši od 1977. s radom Jamesa E. Hessera i dr.

## Amaterska promatranja
Messier 22 je jedan od najsjajnijih kuglastih skupova. Njegov prividan sjaj iznosi magnitude +5,1. Skup bi bio znatno sjajniji da se ne nalazi u ravnini Kumove slame zaklonjen oblacima prašine i plina. U tamnim noćima ga je moguće vidjeti golim okom. Treba napomenuti da je to nešto teže iz naših krajeva jer M22 ima veliku južnu deklinaciju. 
Običan dvogled pokazat će mutnu zvijezdu, a manji teleskop elipsastu mrlju. Teleskopi veći od 100 mm su potrebni za uočavanje najsjajnijih zvijezda koje su magnitude +11,5. Za razlučivanje jezgre potreban je teleskop veći do 300 mm i dobri uvjeti.

## Vanjske poveznice
- (engl.) SEDS: NGC 6656
- (engl.) Hartmut Frommert: Revidirani Novi opći katalog
- (engl.) Izvangalaktička baza podataka NASA-e i IPAC-a
- (engl.) Astronomska baza podataka SIMBAD
- (engl.) VizieR
- (engl.) Auke Slotegraaf: NGC 6656 Deep Sky Observer's Companion
- (engl.) Courtney Seligman: Objekti Novog općeg kataloga: NGC 6650 - 6699
- Skica M22
- Krunoslav Vardijan, autor fotografije  Arhivirana inačica izvorne stranice od 1. lipnja 2007. (Wayback Machine)